# Sêfer Yetzirá
O Livro da Formação é um tratado filosófico, talvez o mais antigo (existente) em hebraico, não há um consenso dentre acadêmicos sobre sua origem (data e local), embora leve o título de Sefer Yetzirah (ספר יצירה) não é de forma alguma uma narrativa da criação ou um complemento ou um substituto ao Gênesis. O livro trata sobre a origem do universo (macrocosmo) e da humanidade (microcosmo), o arranjo alfabético e numeral apresentado no tratado é uma característica de linguagem de autores semíticos.

## O poder do nome
O livro segundo Kaufmann e Louis pode ser associado a um título ainda mais antigo o Hilkot Yeẓirah (Regras da Criação), que é um trabalho taumatúrgico popularizado no período talmúdico.
Na véspera de todos os sábados, os discípulos de Judá ha-Nasi, Rabanina e Rab Hoshaiah, que se dedicavam especialmente à cosmogonia, costumavam criar um bezerro de três anos por meio do Sefer Yeẓirah e comiam-o no sábado (Sanh. 65b, 67b). 
De acordo com a tradição dada por Rashi em ambas as passagens, este milagre foi realizado pelas letras do Santo Nome (ẓeruf otiyyot), e não por feitiçaria. Da mesma forma, de acordo com Rabbi Bezaleel, o arquiteto do Tabernáculo no deserto, trabalhou pelas permutações das letras com as quais Deus criou o céu e a terra. Todas as criações milagrosas atribuídas a outros amoraim no tratado Sanhedrin; são atribuídos pelos comentadores ao uso do mesmo livro taumatúrgico. Tal trabalho, intitulado Κοσμοποιία (Criação do Mundo), circulou em muitas formas entre os gnósticos do segundo século aC, e foi uma combinação, como Dieterich mostrou, de muitos nomes e elementos judaicos, gregos e egípcios. Formou também parte de papiros mágicos. Sua ideia básica é que os mesmos poderes místicos que estavam em ação na criação do mundo também deveriam ajudar o mago a realizar seus feitos miraculosos. Enquanto na cosmogonia de Abraxas, no entanto, os sete mundos foram criados pela emissão de sete sons seguidos por três outros, as cosmogonias mais antigas, que estavam mais próximas de suas fontes egípcias, fazem as vinte e oito letras correspondentes aos vinte e oito dias de o calendário astrológico os elementos criativos constituindo ambos os nomes e a essência da Deidade. Tanto o macrocosmo (o universo) quanto o microcosmo (homem) são vistos neste sistema como produtos da combinação e permutação desses caracteres místicos, e tal uso das letras pelos judeus para a formação do Santo Nome para fins taumatúrgicos é atestado por papiros mágicos que citam um Livro Angélico de Moisés, que estava cheio de alusões aos nomes bíblicos.

## Origem
Embora o uso místico de letras e números indubitavelmente indique uma origem babilônica, a ideia do poder criativo dos vários sons é egípcia, assim como a divisão das letras nas três classes de vogais, mudos e sonantes é helênica, embora essa classificação necessariamente sofresse certas mudanças quando aplicada às letras hebraicas. A origem do Sefer Yeẓirah é consequentemente colocada por Reizenstein (l.c. p. 291) no segundo século a.C. Alguns dados sobre a idade deste sistema também podem ser derivados do trabalho de Philo de Byblos nas letras fenícias, no qual eles são explicados como símbolos dos deuses egípcios e ao mesmo tempo como elementos cósmicos. Até que ponto esses usos místicos do alfabeto influenciaram os rabinos do período talmúdico ainda é um problema. Rabbi da Babilônia combinou as dez potências criativas com o Nome de Quarenta e Duas Letras e as doze letras que constituem o Santo Nome, e Aquiba, em particular. foi creditado com um conhecimento do significado místico das letras. Quando, portanto, o racionalista Sefer Yeẓirah foi desenvolvido a partir do trabalho taumatúrgico de mesmo nome, que era conhecido apenas por alguns, a autoria foi atribuída a Aquiba. O encerramento mixná (vi. 15), no entanto, declara expressamente que Abraão foi o destinatário da revelação divina do folclore místico; de modo que os mais antigos gueonim e filósofos como Saadia, Donnolo, e Judá ha-Levi (Cuzari, iv. 25) nunca duvidaram que Abraão fosse o autor do livro.
É digno de nota que em um manuscrito o Sefer Yeẓirah é chamado de Hilkot Yeẓirah e declarado para ser tratado como conhecimento esotérico não acessível a qualquer pessoa que não seja realmente piedosa.

## Influência
O último Sefer Yeẓirah é dedicado a especulações sobre Deus e os anjos. A atribuição de sua autoria a Aquiba, e até a Abraão, mostra a alta estima que gozou durante séculos. Pode até ser dito que este trabalho teve uma influência maior no desenvolvimento da mente judaica do que quase qualquer outro livro após a conclusão do Talmude. O Saadia aristotélico, o neoplatonista Ibn Gabirol, os cabalistas especulativos da França e os místicos da Alemanha julgaram-se justificados em derivar suas doutrinas desse notável trabalho, embora muitas vezes sofressem o mesmo tratamento que outros livros sagrados, já que seus comentaristas leram nele. muito mais do que o texto implicava. O Sefer Yeẓirah é extremamente difícil de entender por causa de seu estilo obscuro e meio místico, e a dificuldade é ainda maior pela falta de uma edição crítica, sendo reconhecidamente o texto atual muito interpolado e alterado. Por isso, há uma ampla divergência de opinião em relação à idade, origem, conteúdo e valor do livro, uma vez que é diferentemente considerado como pré-cristão, essênio, mixnaico, talmúdico ou gueônico.

## O sistema fonético
Como o livro é o primeiro tratado especulativo em hebraico e, ao mesmo tempo, o mais antigo trabalho conhecido sobre a língua hebraica, a parte filológica pode ser discutida em primeiro lugar, já que é necessária para uma elucidação das especulações filosóficas da obra. As vinte e duas letras do alfabeto hebraico são classificadas tanto com referência à posição dos órgãos vocais na produção dos sons quanto em relação à intensidade sonora. Em contraste com os gramáticos judeus, que assumiram um modo especial de articulação para cada um dos cinco grupos de sons, o Sefer Yeẓirah diz que nenhum som pode ser produzido sem a língua, ao qual os outros órgãos de fala apenas prestam assistência. Por isso, a formação das letras é descrita da seguinte forma: אחה'ע com a ponta da língua e a garganta; בומ'ף entre os lábios e a ponta da língua; גיכ'ק no meio (על שלישיתה) da língua; דטלנ'ת pela ponta da língua; e זסש'רץ pela língua, que fica plana e esticada, e pelos dentes (ii. 3). As letras distinguem-se, além disso, pela intensidade do som necessário para produzi-las e, por conseguinte, são divididas em; silenciados, que não são acompanhados por som, como מ, que o livro chama מ'דוממת; sibilantes, como ש, que é, portanto, chamado ש'שורקת o xin sibilar; som aspirado, como א, que detém uma posição entre os mudos e sibilantes, e é designado como o א arejado, que mantém o equilíbrio no meio (iv. 1; em alguns eds ii. 1). Além dessas três letras (א'מ'ש), que são chamadas de mães, também é feita uma distinção entre as sete letras duplas (ב'ג'ד'כ'פ'ר'ת) e as doze letras simples (ה'ו'ז'ח'ט'י'ל'נ'ס'ע'צ'ק), os caracteres restantes do alfabeto.

## Cosmogonia
As teorias linguísticas do autor do Sefer Yeẓirah são um componente integral de sua filosofia, sendo suas outras partes a cosmogonia astrológica e gnóstica. As três letras א'מ'ש não são apenas as três mães a partir das quais as outras letras do alfabeto são formadas, mas são também figuras simbólicas para os três elementos primordiais, as substâncias subjacentes a toda a existência. O מ mudo é o símbolo da água em que os peixes vivem; o sibilar ש corresponde ao fogo sibilante; e o א arejado representa o ar; enquanto o ar ocupa uma posição intermediária entre o fogo que sobe e a água que tende para baixo, assim o א é colocado entre o mudo e o assobio. De acordo com o Sefer Yeẓirah, a primeira emanação do espírito de Deus foi o (רוח= espírito, ar, sopro) que produziu o fogo, que, por sua vez, formou a gênese da água.
No começo, porém, essas três substâncias tinham apenas uma existência potencial, e passaram a ser apenas por meio das três letras א'מ'ש; e como essas são as principais partes do discurso, essas três substâncias são os elementos dos quais o cosmos foi formado. O cosmos consiste em três partes, o mundo, o ano (ou tempo) e o homem, que são combinados de tal forma que os três elementos primordiais estão contidos em cada uma das três categorias. A água formou a terra; o céu foi produzido do fogo; e רוח produziu o ar entre o céu e a terra. As três estações do ano, inverno, verão e estação chuvosa (רויה), correspondem a água, fogo, e רוח da mesma forma que o homem consiste de uma cabeça (correspondente ao fogo), torso (representado por רוח), e a outra partes do corpo (equivalente a água).
As sete letras duplas produziam os sete planetas, os sete dias e as sete aberturas no homem (dois olhos, duas orelhas, duas narinas e uma boca). Novamente, como as sete letras duplas variam, sendo pronunciadas duras ou moles, os sete planetas estão em contínuo movimento, aproximando-se ou recuando da Terra. Os sete dias, da mesma maneira, foram criados pelas sete letras duplas porque mudam no tempo de acordo com sua relação com os planetas. As sete aberturas no homem o conectam com o mundo exterior quando os sete planetas se juntam ao céu e à terra. Portanto, esses órgãos estão sujeitos à influência dos planetas, estando o olho direito sob Saturno, o olho esquerdo sob Júpiter e similares.
As doze letras simples criaram os doze signos do zodíaco, cuja relação com a terra é sempre simples ou estável; e para eles pertencem os doze meses no tempo, e os doze líderes (מנהינים) no homem. Os últimos são aqueles órgãos que desempenham funções no corpo independentemente do mundo exterior, sendo as mãos, os pés, os rins, a bílis, os intestinos, o estômago, o fígado, o pâncreas e o baço; e estão, portanto, sujeitos aos doze signos do zodíaco.
Em sua relação com a construção do cosmos, a matéria consiste nos três elementos primordiais, que, no entanto, não estão quimicamente conectados entre si, mas modificam-se apenas fisicamente. O poder (δύναμις) emana dos sete e dos doze corpos celestes, ou, em outras palavras, dos planetas e dos signos do zodíaco. O dragão (תלי) domina o mundo (a matéria e os corpos celestes); a esfera (גלגל) rege o tempo; e o coração domina o corpo humano.
O autor resume esta explicação em uma única frase: O dragão é como um rei em seu trono, a esfera como um rei viajando em seu país e o coração como um rei em guerra.

## A criação
Enquanto a cosmogonia astrológica do livro contém poucos elementos judaicos, é feita uma tentativa, no relato da criação, de dar um colorido judeu ao ponto de vista gnóstico. Para harmonizar a afirmação bíblica da criação ex nihilo com a doutrina dos elementos primordiais, o Sefer Yeẓirah assume uma dupla criação, um ideal e o outro real. O primeiro postulado é o espírito de Deus, do qual emanaram os protótipos de matéria, o mundo sendo produzido, por sua vez, pelos protótipos das três substâncias primordiais quando se tornaram realidades. Simultaneamente com os protótipos, ou pelo menos antes do mundo real, o espaço foi produzido, e é aqui concebido como as três dimensões com suas direções opostas. O espírito de Deus, os três elementos primordiais e as seis dimensões do espaço formam as dez Sefirot, que, como o espírito de Deus, existem apenas idealmente, sendo dez Sefirot sem realidade como o texto as designa. Seu nome é possivelmente derivado do fato de que, como números expressam apenas as relações de dois objetos entre si, as dez Sefirot são apenas abstrações e não realidades. Novamente, como os números de dois a dez são derivados do número um, as dez Sefirot são derivadas de um, o espírito de Deus. O espírito de Deus, no entanto, não é apenas o começo, mas também a conclusão das Sefirot, o fim delas está no começo e no começo no fim, assim como a chama está ligada ao carvão (i. 7). Portanto, as Sefirot não devem ser concebidas como emanações no sentido comum da palavra, mas sim como modificações do espírito de Deus, que primeiro muda para, então se torna água e, finalmente, fogo, o último sendo não mais removido de Deus do que o primeiro. Além dessas dez Sefirot abstratas, concebidas apenas idealmente, as vinte e duas letras do alfabeto produziram o mundo material, pois são reais e são os poderes formativos de toda existência e desenvolvimento. Por meio desses elementos, a criação real do mundo ocorreu, e as dez Sefirot, que antes tinham apenas uma existência ideal, tornaram-se realidades. Esta é, então, uma forma modificada da doutrina talmúdica que Deus criou o céu e a terra por meio de letras. A explicação sobre este ponto é muito obscura, no entanto, uma vez que a relação das vinte e duas letras para as dez Sefirot não está claramente definida. A primeira sentença do livro diz: Trinta e dois caminhos, maravilhas da sabedoria, Deus gravou..., sendo estes caminhos então explicados como as dez Sefirot e as vinte e duas letras. Enquanto as Sefirot são expressamente designadas como abstrato (בלי מה), diz-se das letras: Vinte e duas letras: Ele as desenhou, cortou-as, combinou-as, pesou-as, intercambiou-as, e através delas produziu toda a criação e tudo o que está destinado a vir a existir (ii. 2). A teoria basal das letras aparentemente não as considera nem como substâncias independentes nem como meras formas, de modo que elas são, por assim dizer, o elo de ligação entre essência e forma. Eles são designados, portanto, como os instrumentos pelos quais o mundo real, que consiste de essência e forma, foi produzido a partir das Sefirot, que são meramente essências sem forma.

## Syzygies
Além da doutrina das Sefirot e das letras, a teoria dos contrastes na natureza, ou dos syzygies (pares), como são chamados pelos gnósticos, ocupa um lugar de destaque no Sefer Yeẓirah. Esta doutrina baseia-se no pressuposto de que o mundo físico, bem como o mundo moral, consiste em uma série de contrastes mutuamente em guerra, ainda que pacificados e equalizados pela unidade, Deus. Assim, nos três protótipos da criação, os elementos contrastantes fogo e água são equalizados por רוח; correspondendo a isso estão as três mães entre as letras, a muda מ contrastando com o sibilar ש, e ambas sendo equalizadas por א. Sete pares de contrastes são enumerados na vida do homem: vida e morte, paz e luta, sabedoria e loucura, riqueza e pobreza, beleza e fealdade, fertilidade e esterilidade, senhorio e servidão (iv. 3). A partir dessas premissas, o Sefer Yeẓirah tira a importante conclusão de que bem e mal não têm existência real, pois uma vez que tudo na natureza só pode existir por meio de seu contraste, uma coisa pode ser chamada de boa ou má de acordo com sua influência. homem pelo curso natural do contraste. A inclinação judaica da mente do autor surge, no entanto, na concessão de que, como o homem é um agente moral livre, ele é recompensado ou punido por suas ações. Deve-se notar, por outro lado, que as concepções do céu e do inferno são estranhas ao livro, o homem virtuoso sendo recompensado por uma atitude favorável da natureza, enquanto o ímpio o acha hostil a ele. Não obstante a aparente unidade do livro, seu sistema é composto de elementos divergentes, e as diferenças de opinião em relação a ele nunca podem ser harmonizadas, desde que a ênfase seja colocada em qualquer componente e não no livro como um todo. A doutrina das três substâncias primordiais é, sem dúvida, um elemento da antiga teosofia semítica, e provavelmente foi adotada pelos gregos dos semitas. No sétimo capítulo do Timæus de Platão tem a seguinte declaração, que é muito semelhante às opiniões expressas no Sefer Yeẓirah (iii. 3): E assim Deus colocou a água entre fogo e terra, e ar no meio... e conectado e, assim, juntou-se ao céu para que se tornasse sensível ao toque e à vista. Até mesmo a expressão mãe é encontrada em Platão (l.c. xix.), Que fala da enfermeira da força criativa. A ideia das três substâncias é igualmente encontrada em forma mitológica no Midrax e em outros midrashim do período gueônico.

## Elementos Gnósticos
Muito mais importante é a similaridade do Sefer Yeẓirah com vários sistemas gnósticos, aos quais Grätz chamou atenção especial. Como o Sefer Yeẓirah divide o alfabeto hebraico em três grupos, o gnóstico Marcus dividiu as letras gregas em três classes, consideradas por ele como as emanações simbólicas das três potências que incluem o número total dos elementos superiores. Ambos os sistemas atribuem grande importância ao poder das combinações e permutações das letras em explicar a gênese e o desenvolvimento da multiplicidade a partir da unidade. Os escritos de Clementine apresentam outra forma de gnosis que concorda em muitos pontos com o Sefer Yeẓirah. Como no último, Deus não é apenas o começo, mas também o fim de todas as coisas, assim no primeiro Ele é o ἀρχή e τέλος de tudo o que existe; e os escritos de Clementine, além disso, ensinam que o espírito de Deus é transformado em πνεῦμα (= רוח), e isto em água, que se torna fogo e rochas, concordando assim com o Sefer Yeẓirah, onde o espírito de Deus, רוח (= πνεῦμα) a água e o fogo são os primeiros quatro Sefirot. As seis Sefirot restantes, ou as limitações do espaço pelas três dimensões em uma dupla direção, também são encontradas na Clementina, onde Deus é descrito como a fronteira do universo e como a fonte das seis dimensões infinitas. Quanto aos pontos de contato entre as doutrinas Sefer Yeẓirah e Budismo. O dragão, que desempenha um papel tão importante na astrologia do livro, é provavelmente uma antiga figura semítica; em todo caso, seu nome não é árabe, como os estudiosos até agora assumiram, mas também aramaico ou possivelmente uma palavra emprestada da babilônica.

## Período
Os elementos essenciais do livro são característicos do terceiro ou quarto século; pois uma obra dessa natureza, composta no período gueônico, antes que os judeus se familiarizassem com a aprendizagem árabe e grega, poderia ter sido lançada apenas na forma de gnose judaica, que permaneceu estacionária depois do quarto século, se é que não já se tornou extinto. A data do livro, no que diz respeito à sua forma atual, resolve-se, portanto, em um problema da literatura; pois os conteúdos foram certamente derivados de fontes antigas. Deve-se ter em mente, entretanto, que o período talmúdico não contém absolutamente nada para mostrar como as questões filosóficas abstratas foram tratadas em hebraico; e como, além disso, o Sefer Yeẓirah contém muitas expressões novas que não são encontradas na literatura anterior, não há nada que refute que o livro tenha sido escrito no século VI. Pode-se notar que Ḳalir, que certamente viveu antes do nono século, usou não apenas o Sefer Yeẓirah, mas também o Baraita de Samuel, que foi escrito aproximadamente na mesma época. Saadia adiantou o ponto de vista (no final do prefácio de seu comentário sobre o Sefer Yeẓirah) que o livro foi circulado oralmente por um longo tempo antes de ser reduzido à escrita, sendo sua declaração um pouco mais do que uma desculpa para seu livre tratamento do texto.

## História do Texto
Como já foi dito, a data e a origem do livro não podem ser determinadas definitivamente, desde que não haja um texto crítico dele. A editio princeps (Mântua, 1562) contém duas recensões, que foram usadas em grande parte pelos comentadores do livro já em meados do século X. A versão mais curta (Mântua I.) foi anotada por Dunash ibn Tamim ou por Jacob b. Nissim, enquanto Saadia e Donnolo escreveram comentários sobre a recensão mais longa (Mântua II.). A versão mais curta também foi usada pela maioria dos comentadores posteriores, como Judá b. Barzillai e Naḥmanides, e foi, portanto, publicado nas edições ordinárias.
A recensão mais longa, por outro lado, era pouco conhecida, sendo a forma dada na editio princeps do Sefer Yeẓirah provavelmente uma cópia do texto encontrado no comentário de Donnolo. Além dessas duas principais recensões do texto, ambas as versões contêm várias leituras variantes que ainda não foram examinadas criticamente. No que diz respeito à relação das duas recensões, pode-se dizer que a forma mais longa contém parágrafos inteiros que não são encontrados na mais curta, enquanto a disposição divergente do material freqüentemente modifica o significado essencialmente. Embora a recensão mais longa não contenha adições e interpolações que não faziam parte do texto original, ela possui muitas leituras valiosas que parecem mais antigas e melhores do que as passagens correspondentes na versão mais curta, de modo que uma edição crítica do texto deve considerar ambas as recensões.

## Estudo Judaico do Livro
A história do estudo do Sefer Yeẓirah é um dos mais interessantes nos registros da literatura judaica. Com exceção da Bíblia, quase nenhum outro livro foi objeto de tantas anotações. Aristotélicos, neoplatônicos, talmudistas e cabalistas usaram o livro como fonte, ou pelo menos pensaram que o fizeram. Dois pontos devem ser levados em consideração ao se avaliar a importância do trabalho:
- A influência que ele exerceu no desenvolvimento da filosofia judaica, especialmente em seu lado místico;
- A reputação de que desfrutava por mais de mil anos na maioria dos círculos judaicos.

Isso pode ser melhor ilustrado pela seguinte lista cronológica de autores que interpretaram o livro ou tentaram fazê-lo: Saadia; Isaac Israeli; Dunash ibn Tamim (Jacob b. Nissim); Donnolo; Judah b. Barzillai; Judah ha-Levi; Abraham ibn Ezra; Eleazar of Worms; pseudo-Saadia (tempo e escola de Eleazar); Abraham Abulatia; (pseudo-?) Abraão b. David; Naḥmanides (embora o trabalho possa ser atribuído a ele incorretamente); Judah b. Nissim of Fez; Moses Botarel; Moses b. Jacob ha-Goleh; Moses b. Jacob Cordovero; Isaac Luria; Elijah b. Solomon of Wilna; Isaac Ḥaber; and Gershon Enoch b. Jacob. Para esses vinte comentaristas, que representam o período do começo do décimo ao final do século XIX e incluem eruditos do mais alto escalão, devem ser acrescentados homens como Hai Gaon, Rashi e outros que diligentemente estudaram o livro.
Se a declaração de Botarel pode ser creditada, muitos comentários foram escritos sobre o Sefer Yeẓirah no período gueônico. É muito mais difícil, no entanto, decidir quantas opiniões e doutrinas contidas no livro influenciaram as opiniões de pensadores judeus posteriores. O fato de que estudiosos de tantas visões diferentes o citaram em apoio a suas teorias justifica a suposição de que nenhum deles realmente baseou suas hipóteses nisso, e essa visão é adotada pela maioria dos estudiosos modernos. Deve-se ter em mente, entretanto, que existe uma relação íntima entre o Sefer Yeẓirah e os místicos posteriores, e que, embora haja uma diferença marcante entre a Cabala e o Sefer Yeẓirah no que diz respeito à teoria das emanações, no entanto, o sistema estabelecido no segundo é o primeiro elo visível no desenvolvimento de ideias cabalísticas. Em vez da criação imediata ex nihilo, ambas postulam uma série de emanações de intermédios entre Deus e o universo; e ambos consideram Deus como a primeira causa apenas, e não como a causa eficiente imediata do mundo. Embora as Sefirot dos cabalistas não correspondam àquelas do Sefer Yeẓirah, ainda assim o problema subjacente é idêntico em ambos. A importância do Sefer Yeẓirah para o misticismo, finalmente, está no fato de que a especulação sobre Deus e o homem havia perdido seu caráter sectário. Este livro, que nem sequer menciona palavras como Israel e revelação, ensinou os cabalistas a refletirem sobre Deus e não apenas sobre o Governante de Israel.
Um livro de mesmo nome, que, no entanto, não tinha mais nada em comum com o Sefer Yeẓirah, circulou entre os místicos alemães entre os séculos XI e XIII. A julgar pelos exemplos coletados por Epstein em Ha-Ḥoḳer, ii. 1-5, foi um trabalho místico e Ággadico nos seis dias da criação, e correspondeu em parte ao pequeno Midrax Seder Rabbah de-Bereshit que foi editado por Wertheimer.